# Kiefer O'Reilly
Kiefer O'Reilly (Vancouver, 19 de junio de 2007) es un actor canadiense. Es conocido por sus papeles como Richie Fife en Home Before Dark y Logan LaRue en The Mighty Ducks: Game Changers.

## Carrera
O'Reilly tuvo su debut televisivo en 2014 en la serie When Calls the Heart interpretando a Ephraim Noonan. En 2016 fue elegido para el papel de Jonas, el hijo de Rip Hunter en la serie de televisión Legends of Tomorrow. Protagonizó la trilogía de Howard Lovecraft de Arcana Studios.
Interpretó a Charlie en The Good Doctor, interpretación por la cual recibió una nominación en los premios Leo. En 2020 fue elegido para el papel de Richie Fife en la serie de Apple TV+, Home Before Dark. Ese mismo año, actuó como Logan LaRue en la serie de Disney+, The Mighty Ducks: Game Changers.

## Filmografía
| Año  | Título                                      | Papel            | Notas                | Ref           |
| ---- | ------------------------------------------- | ---------------- | -------------------- | ------------- |
| 2014 | When Calls the Heart                        | Ephraim Noonan   | Invitado             | [ 3 ]         |
| 2015 | October Kiss                                | Zach             |                      | [ 15 ]        |
| 2016 | All Yours                                   | Quinn            |                      | [ 16 ]        |
| 2016 | Legends of Tomorrow                         | Jonas Hunter     | Recurrente           | [ 5 ] [ 6 ]   |
| 2016 | Newlywed and Dead                           | Jay Morgan       |                      | [ 17 ]        |
| 2016 | Howard Lovecraft and the Frozen Kingdom     | Howard Lovecraft | Voz, papel principal | [ 18 ]        |
| 2017 | Howard Lovecraft & the Undersea Kingdom     | Howard Lovecraft | Voz, papel principal | [ 19 ]        |
| 2017 | I Am Elizabeth Smart                        | Edward           |                      | [ 20 ]        |
| 2017 | Christmas Getaway                           | Johnny Bennett   |                      | [ 21 ] [ 22 ] |
| 2018 | The Legend of Hallowaiian                   | Eddie            | Voz, papel principal | [ 23 ]        |
| 2018 | Howard Lovecraft and the Kingdom of Madness | Howard Lovecraft | Voz, papel principal | [ 19 ]        |
| 2019 | Project Blue Book                           | Will Downing     | Invitado             | [ 24 ]        |
| 2019 | The Twilight Zone                           | Dylan            | Invitado             | [ 4 ]         |
| 2019 | The Good Doctor                             | Charile          | Invitado             | [ 9 ]         |
| 2019 | Time for You to Come Home for Christmas     | Will Moss        |                      | [ 25 ]        |
| 2020 | Home Before Dark                            | Richie Fife      | Papel principal      | [ 5 ]         |
| 2021 | The Mighty Ducks: Game Changers             | Logan LaRue      | Papel principal      | [ 14 ]        |
| 2021 | Heroes of the Golden Masks                  | Charlie          | Papel principal      | [ 26 ]        |

## Premios y nominaciones
| Año  | Premio                   | Categoría                                                                  | Papel     | Nominación por                          | Resultado | Ref    |
| ---- | ------------------------ | -------------------------------------------------------------------------- | --------- | --------------------------------------- | --------- | ------ |
| 2017 | Young Entertainer Awards | Mejor actor joven recurrente de 10 años o menos en una serie de televisión | Jonas     | Legends of Tomorrow                     | Nominado  | [ 16 ] |
| 2017 | Young Entertainer Awards | Mejor actor joven protagónico en película para televisión                  | Quinn     | All Yours                               | Nominado  | [ 16 ] |
| 2020 | Premios Young Artist     | Mejor actuación de artista adolescente en una película para televisión     | Will Moss | Time for You to Come Home for Christmas | Nominado  | [ 27 ] |
| 2020 | Premios Leo              | Mejor interpretación de actor invitado en una serie dramática              | Charlie   | The Good Doctor                         | Nominado  | [ 28 ] |
| 2022 | Premios Leo              | Mejor actuación de voz en un programa de animación                         | Charlie   | Heroes of the Golden Mask               | Ganador   | [ 29 ] |